# Jetmagic
JetMagic (kod linii IATA: GX) – irlandzkie linie lotnicze działające od lutego 2003 roku do 28 stycznia 2004 roku.
JetMagic miały być luksusową linią lotniczą, oferującą wysoki standard obsługi, skierowaną głównie do pasażerów biznesowych. Główna baza JetMagic mieściła się w Cork, skąd obsługiwano loty do Brukseli, Jersey, Nantes, Nicei, Paryża, Mediolanu, Rzymu, Belfastu, Alicante, Barcelony, Edynburga, Liverpoolu i Londynu. Flota linii składała się z trzech samolotów firmy Embraer – dwóch ERJ 145 i jednego ERJ 135. Mimo dużej liczby klientów firma przynosiła straty. 28 stycznia 2004 roku firma JetMagic zawiesiła działalność, po tym jak Aer Rianta skonfiskował jeden z jej samolotów za nieuiszczone opłaty lotniskowe.